# Обыкновенная пустельга
Обыкнове́нная пустельга́ (лат. Falco tinnunculus) — небольшая хищная птица из отряда соколообразных семейства соколиных, наиболее распространённая хищная птица Центральной Европы после канюка. Птица 2007 года в Германии и птица 2008 года в Швейцарии, символ СОПР (Союз охраны птиц России) 2002 года. В последнее время птица всё больше и больше облюбовывает города и прилегающие к ним территории, поселяясь в непосредственной близости к человеку. Обладает способностью к трепещущему полёту.

## Образ жизни
Во время охоты пустельга висит в воздухе, часто трепеща крыльями и высматривает добычу. Заметив мышь или крупное насекомое, она стремительно падает вниз. За день взрослая пустельга съедает около десятка грызунов.
Острота зрения обыкновенной пустельги выше человеческой в 2,6 раза. Человек с таким зрением мог бы прочитать всю таблицу для проверки зрения с расстояния 90 метров. Кроме того, эта птица видит ультрафиолет, а значит, и метки мочой, оставленные грызунами (моча ярко светится в ультрафиолете и чем свежее, тем ярче), вблизи от которых почти наверняка находится грызун.

## Этимология названия
Научным названием tinnunculus обыкновенная пустельга обязана своему голосу, напоминающему звуки «ти-ти-ти-ти», окраска, высота и частота которых варьируются в зависимости от ситуации. Латинское tinnunculus переводится как звучный либо звенящий.
В восточнославянских языках (кроме украинского, в котором эта птица носит название «боривітер» с прозрачной этимологией) пустельга происходит от слова «пустой», вероятнее всего потому, что птица непригодна для соколиной охоты. По другой версии, название «пустельга» птица получила от способа охоты на открытых пространствах (пастбищах) и происходит от основы «пас» (звучало примерно «пастельга») и имело значение «высматривающая».

## Оперение

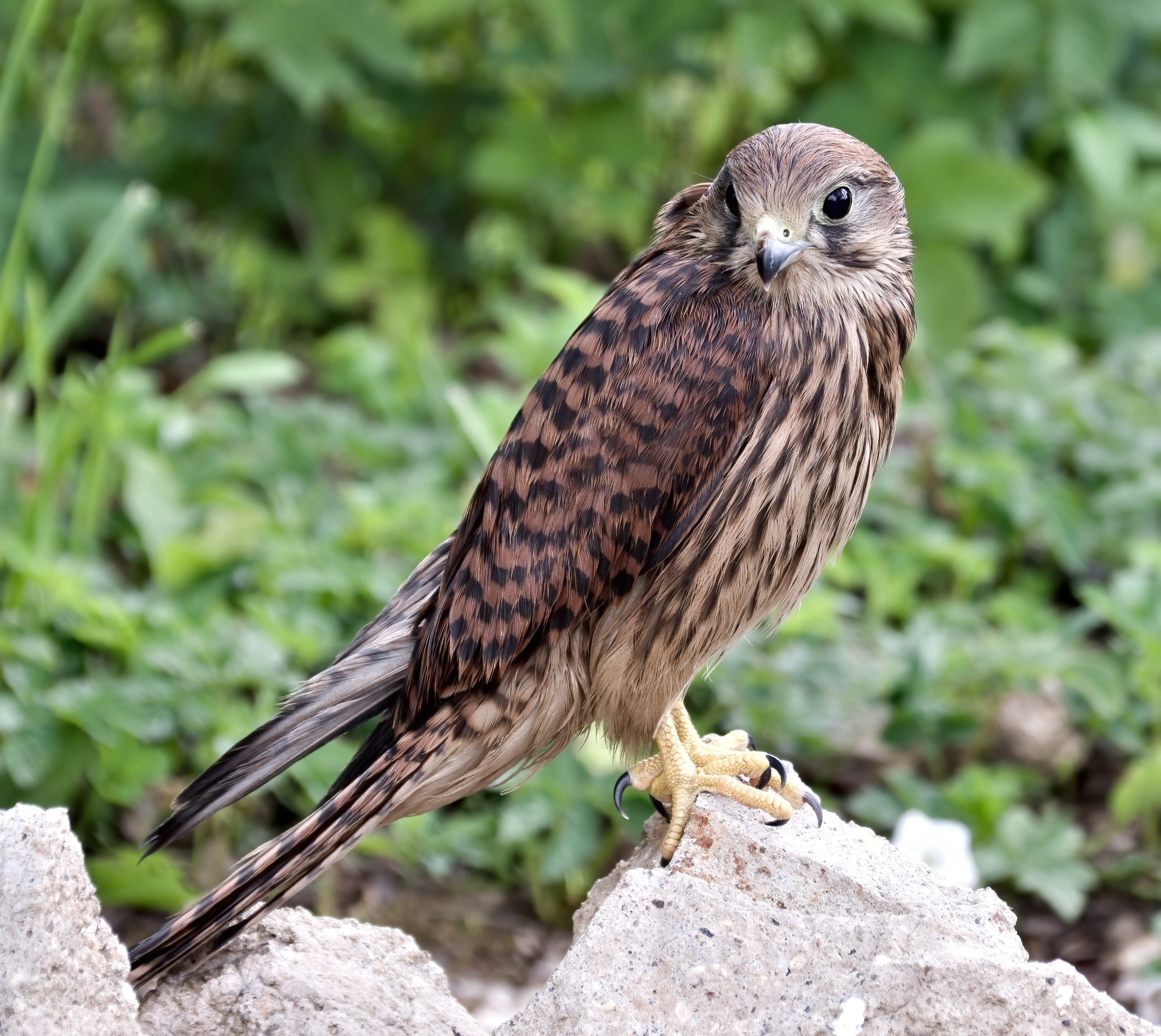
Самка обыкновенной пустельги, Московская область

В оперении пустельги выражен половой диморфизм. Ярким признаком, отличающим самцов от самок, является окраска головы. У самца голова светло-серая, в то время как самка однородного буро-коричневого цвета. Кроме того, на бурой спине самца можно различить маленькие чёрные пятнышки, отчасти ромбовидные. Верхние кроющие перья хвоста самца, задняя часть спины (поясница) и рулевые перья (собственно хвост) также светло-серые. На конце хвоста имеются отчётливые чёрные полосы с белой каймой. Подхвостье светлое кремового цвета с лёгким рисунком из коричневатых полос или пятен. Подчревная область и испод крыла почти белые.
Взрослые самки отличаются тёмной поперечной перевязью на спине, а также коричневым хвостом с большим количеством поперечных полос и чёткой каймой на конце. Нижняя часть тела более тёмная, чем у самцов, и сильнее испещрена пятнами.
Молодые птицы напоминают своим оперением самок. Однако их крылья короче и круглее по форме, чем у взрослых. Кроме того, верхушки маховых перьев слётков имеют светлые каёмки. Восковица и кольцо вокруг глаз у взрослых птиц жёлтые, а у птенцов имеют окраску от светло-голубой до светло-зелёной.
Хвост у птиц обоих полов закруглён, так как внешние рулевые перья короче средних. У взрослых птиц концы крыльев достигают конца хвоста. Ноги тёмно-жёлтые, когти чёрные.

## Телосложение
Размеры тела и размах крыльев пустельги сильно варьируются в зависимости от подвида и конкретной особи. У представленного в Европе подвида Falco tinnunculus самцы достигают в среднем 34,5 см в длину, а самки 36 см. Размах крыльев самца составляет в среднем почти 75 см, а у самых крупных самок — 76 см.
Нормально питающиеся самцы весят в среднем 200 г, самки в среднем на 20 г тяжелее. Самцы, как правило, сохраняют постоянную массу в течение года, а масса самок заметно колеблется: больше всего самки весят в период кладки (более 300 г при нормальном питании). При этом наблюдается положительная корреляция между массой самки и результатом насиживания: тяжёлые самки делают большие кладки и успешнее взращивают потомство.

## Полёт

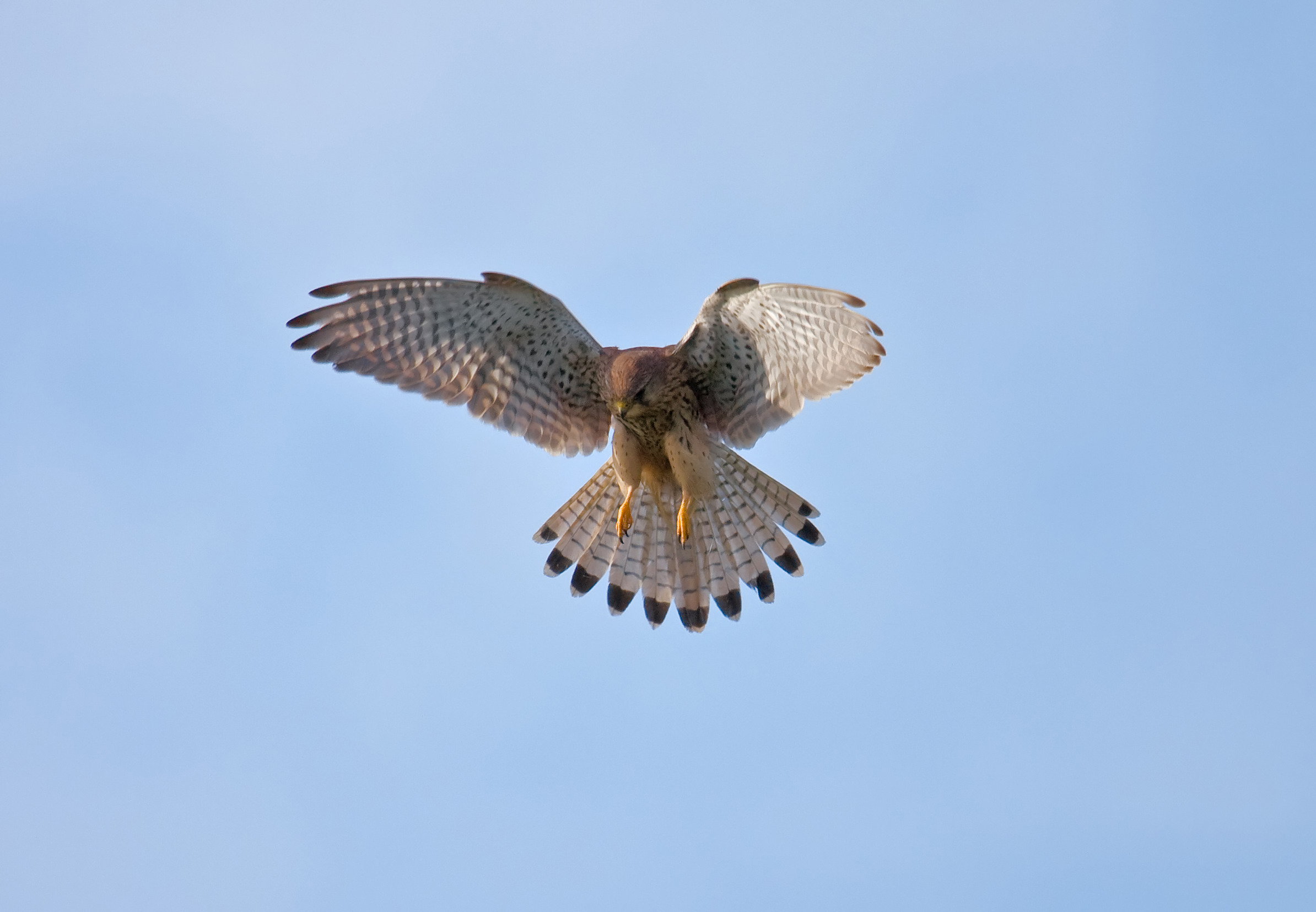
Самка обыкновенной пустельги в трепещущем полёте, крылья и хвост максимально развёрнуты веером
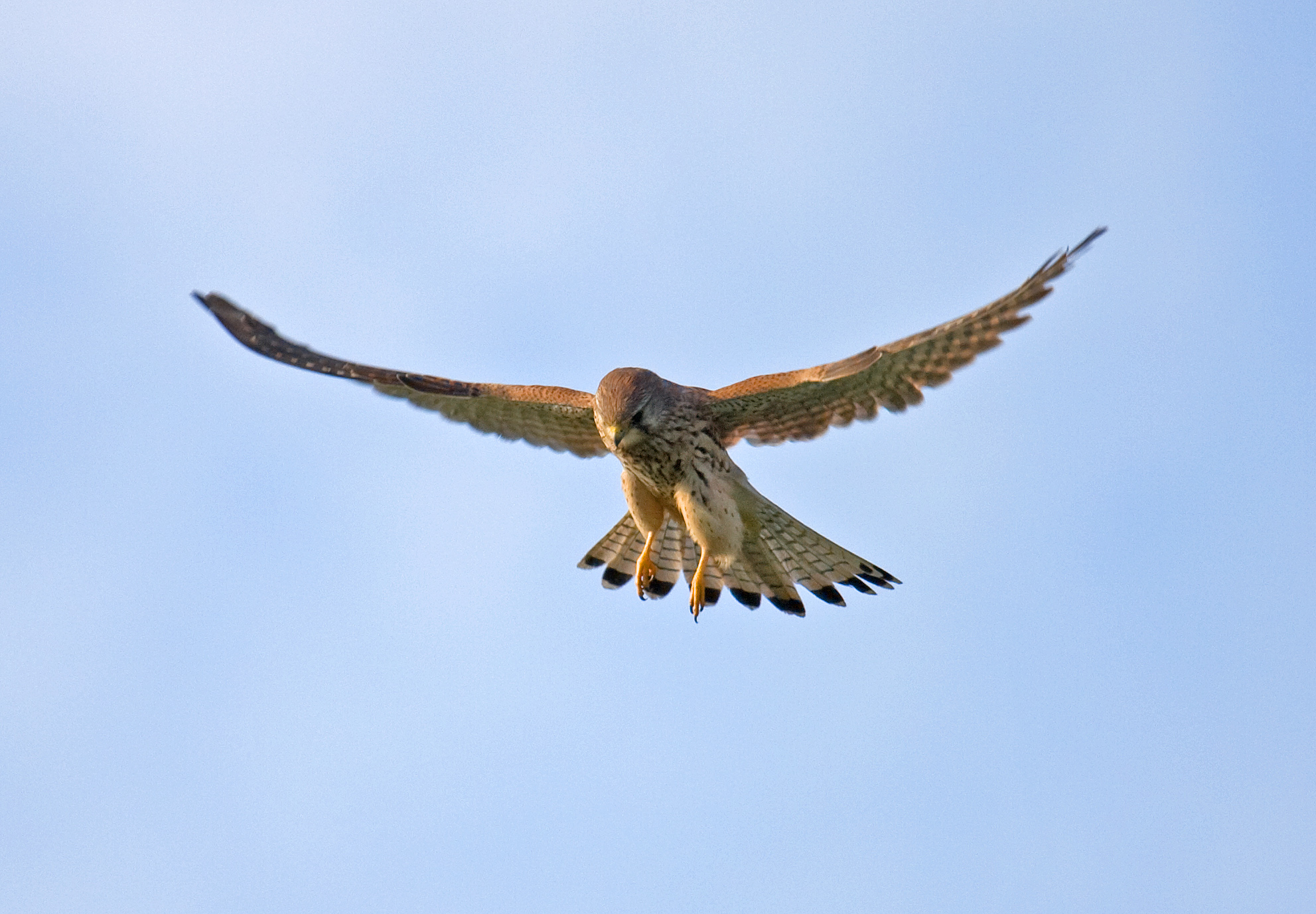
Обыкновенная пустельга в трепещущем полёте, крылья максимально вытянуты
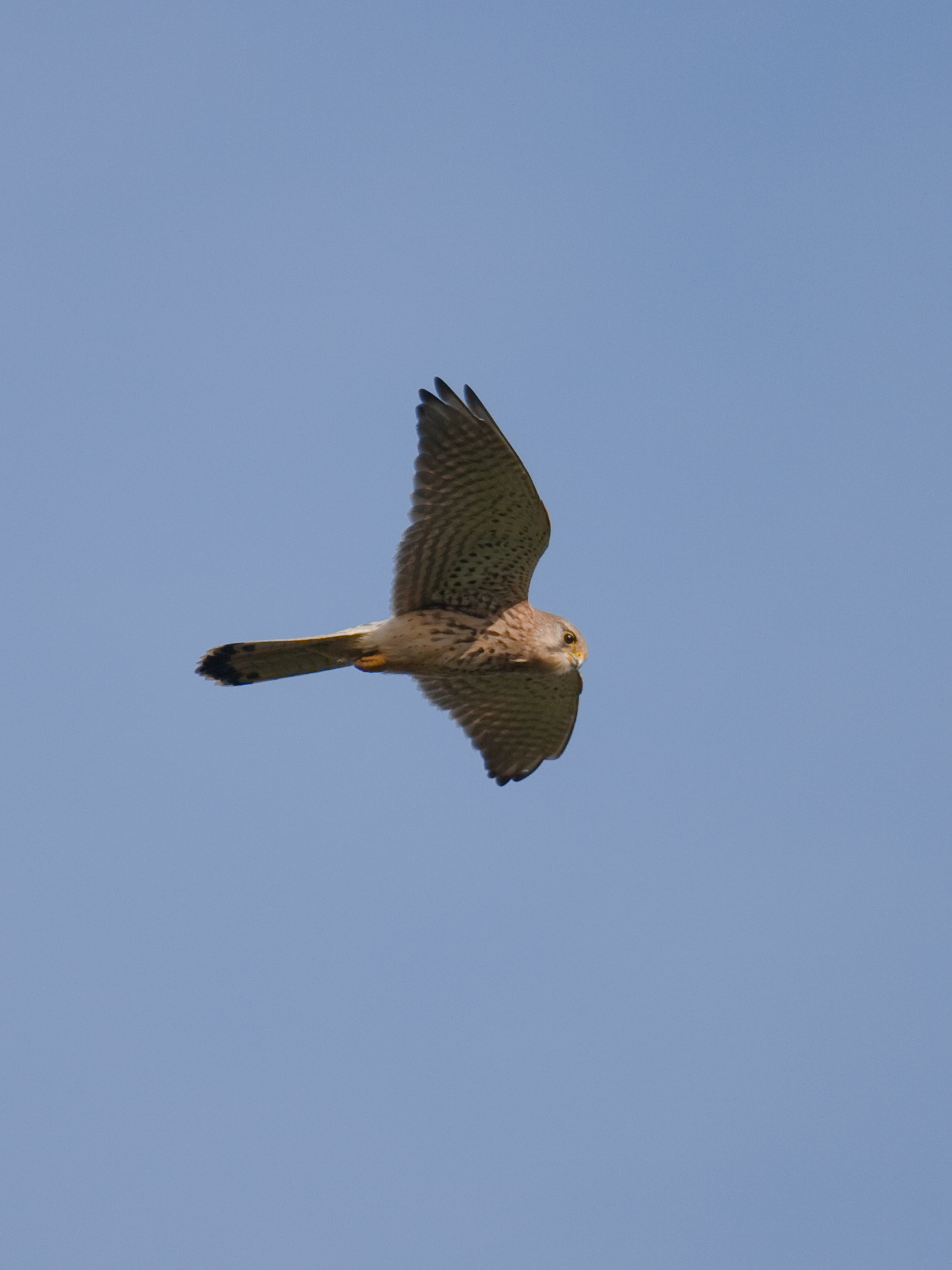
Планирование
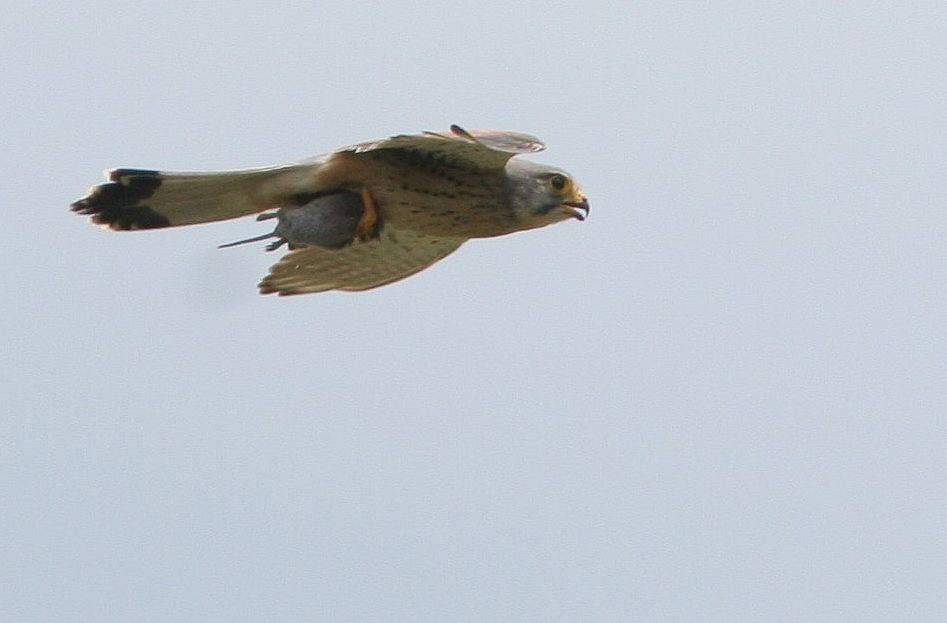
Обыкновенная пустельга с грызуном

Пустельга хорошо известна своим зрелищным трепещущим полётом. Она использует его для поиска добычи, зависая на месте на высоте 10—20 м и высматривая подходящий объект охоты. Взмахи крыльев при этом очень быстрые и частые, хвост развёрнут веером и немного опущен вниз. Крылья двигаются в одной широкой горизонтальной плоскости и одновременно перемещают большие массы воздуха. Заметив потенциальную добычу, например, полёвку, пустельга пикирует вниз и хватает её, притормаживая уже у самой земли.
Быстрый облёт охотничьих угодий — маршрутный полёт — достигается с помощью стремительных взмахов крыльев. При благоприятном ветре или в процессе поедания добычи пустельга может также планировать.

## Звуковые сигналы
Исследования показали, что у самок имеется 11 различных звуковых сигналов, а у самцов свыше девяти. Среди них можно выделить несколько образцов, которые варьируются по громкости, высоте и частоте звука в зависимости от ситуации. Кроме того, как у самок, так и у самцов варьируется при этом птенцовый сигнал выпрашивания корма. Особенно хорошо слышен этот тип сигнала в брачный период — его издают самки, когда выпрашивают корм у самцов (один из этапов ухаживания).
Звук ти, ти, ти, который некоторые авторы описывают также как кикики, это сигнал возбуждения, его прежде всего слышно, если потревожить птицу на гнезде. Вариант этой позывки, однако, звучит ещё незадолго до того, как самец принесёт добычу в гнездо.

## Ареал

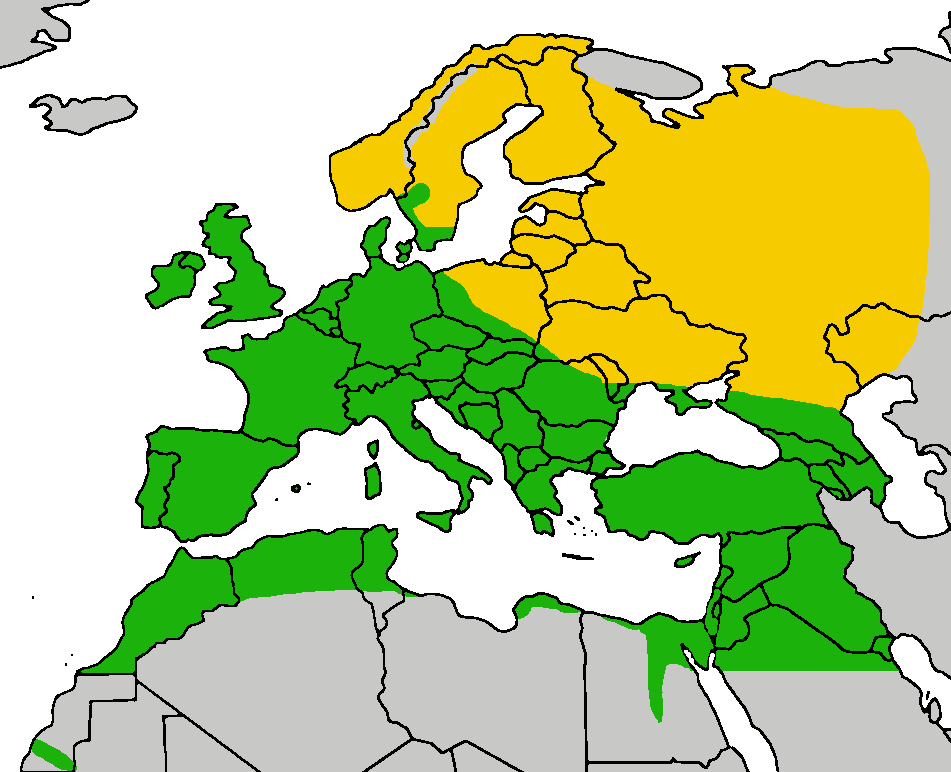
Ареал пустельги обыкновенной-номинатная форма в Европе и прилегающих регионах;
круглый год
лето

Характерным примером распространения пустельги в Старом Свете является её обнаружение в Европе, Азии и Африке, где она заселила почти все климатические зоны Палеофаунистики, Эфиопии и Востока. Пустельга чаще встречается на равнинах. Внутри этого огромного ареала описан ряд подвидов, число которых колеблется от автора к автору. Следующее деление на подвиды в основном соответствует Piechocki (1991):
- Falco tinnunculus tinnunculus — номинатная форма, населяет почти всю Палеарктику. Гнездовой ареал протянулся в Европе от 68° с. ш. в Скандинавии и 61°с. ш. в России через острова Средиземного моря до Северной Африки. Этот подвид распространён также на Британских островах.
- F. t. alexandri населяет острова Зелёного мыса, F. t. neglectus встречается на северных островах Зелёного мыса. Данные подвиды окрашены ярче, чем номинатная форма и отличаются меньшим размахом крыла.
- F. t. canariensis живёт на западных Канарских островах и, кроме того, встречается на Мадейре. F. t. dacotiae, напротив, живёт, на восточных Канарских островах.
- F. t. rupicolaeformis обнаружен на территории от Египта и северного Судана до Аравийского полуострова.
- F. t. interstinctus живёт в Японии, Корее, Китае, Бирме, Ассаме и в Гималаях.
- F. t. rufescens населяет африканскую саванну южнее Сахары до Эфиопии.
- F. t. archeri встречается в Сомали и в южных пустынях Кении.
- F. t. rupicolus распространён от Анголы в восточном направлении до Танзании и в южном направлении до Капских гор.
- F. t. objurgatus встречается в южной и западной Индии и на Шри-Ланке.

## Места зимовки
При помощи кольцевания стало возможным отслеживать перелёты пустельги. В результате таких исследований сегодня известно, что пустельга может быть как оседлой птицей, так и кочующей, а также выражено перелётной. На её миграционное поведение в основном влияет состояние кормовой базы в гнездовом ареале.
Пустельги, гнездящиеся в Скандинавии или в окрестностях Балтийского моря, в основном мигрируют зимой в Южную Европу. В годы, когда происходит скачок численности в популяции полёвки, на юго-западе Финляндии также можно было наблюдать пустельг, зимующих вместе с мохноногими и обыкновенными канюками. Кроме того, детальные исследования показали, что птицы, гнездящиеся в центральной Швеции, кочуют в Испанию и отчасти даже в Северную Африку. Птицы с юга Швеции, напротив, зимуют в основном в Польше, Германии, Бельгии и на севере Франции.
Птицы, которые гнездятся в Германии, Нидерландах и Бельгии большей частью оседлые и кочующие. Только отдельные особи совершают далёкие перелёты и зимуют в регионах, где можно также обнаружить птиц из Скандинавии. Пустельги северной Азии и восточной Европы мигрируют на юго-запад, при этом более молодые птицы часто откочёвывают дальше всех. К их местам зимовки наряду с югом Европы относится также Африка, где они долетают до границ тропического дождевого леса. Птицы, гнездящиеся в европейской части России, также используют для зимовок восточный регион Средиземного моря.
Места зимовок азиатских популяций пустельги тянутся от Каспия и юга Центральной Азии до Ирака и севера Ирана. Сюда же относится северная часть Передней Индии. Также птицы азиатских популяций являются оседлыми или кочующими, если в зоне их проживания достаточно добычи и в зимний период.

## Миграционное поведение
Пустельги относятся к мигрантам так называемой горизонтально-вертикальной направленности, которые не следуют традиционным маршрутам и в основном кочуют поодиночке. Так, например, в 1973 году через пролив Гибралтар мигрировало около 210 тыс. дневных хищных птиц, из них почти 121 тыс. осоедов, и только 1237 пустельг. Данная цифра указывает, во-первых, на то, что эта часто встречающаяся в Центральной Европе птица только отчасти зимует в Африке, а во-вторых, что она перелетает через Средиземное море широким фронтом.
Во время миграции пустельги летят относительно низко и большей частью держатся на высоте от 40 до 100 м. Полёт не прерывается даже в плохую погоду. Пустельги меньше других хищных птиц зависят от восходящих потоков воздуха, поэтому они могут перелететь даже Альпы. Миграция через горы в основном осуществляется вдоль перевалов, но при необходимости птицы летят над вершинами и ледниками.

## Среда обитания

### Типичные местообитания пустельги

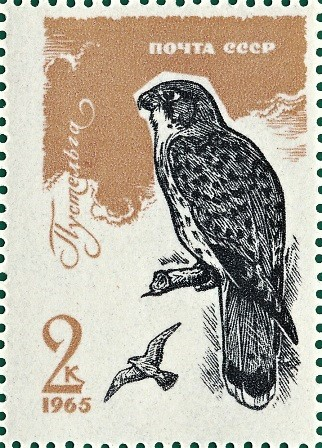
Почтовая марка СССР. 1965. Хищные птицы. Пустельга. Номер в каталоге ЦФА 3284

Пустельга — легко адаптирующийся вид, который обнаруживается в самых разных местах обитания. В целом пустельги избегают как густых замкнутых лесных пространств, так и полностью безлесных степей. В Центральной Европе они частые жители культурных ландшафтов, перелесков и опушек. В качестве основных охотничьих угодий пустельга использует открытые площади с низкой растительностью. Там, где нет деревьев, она гнездится на столбах линий электропередач. В 1950-х годах на Оркнейских островах был описан случай гнездования пустельги на голой земле.
Наряду с наличием подходящих условий для гнездования критерием выбора местообитания пустельги является также наличие кормовой базы. При условии достаточного количества добычи эти хищные птицы очень хорошо адаптируются к различным высотам. Так, в горах Гарца и Рудных горах прослеживается связь между наличием их основной добычи, полёвки, и границей высоты, до которой они встречаются. В Гарце пустельга заметно реже попадается на высоте свыше 600 метров над уровнем моря и почти не встречается на высоте 900 метров. В Альпах же, где она использует иной спектр добычи, её можно наблюдать в процессе охоты на горных пастбищах на высоте 2000 метров. На Кавказе пустельга встречается на 3400 метрах, на Памире на высоте более 4000 метров. В Непале её места обитания растянулись от низменности до 5000 метров, в Тибете пустельгу можно наблюдать в высокогорье на 5500 метров.

### Пустельга как синантроп
Пустельга также завоёвывает в качестве местообитания городские ландшафты. Польза такой «синантропизации» заключается в том, что охотничьи угодья и места для гнездования должны быть разнесены в пространстве. Естественно, гнездящиеся в городах соколы вынуждены очень часто далеко улетать, чтобы найти свою традиционную добычу — мышей. Так, гнездящиеся в башне церкви Богоматери в Мюнхене пустельги совершают полёты минимум в три километра за каждой мышью. Исследования показали, что пустельги могут удаляться от гнезда к месту охоты на 5 км. Однако, у ряда гнездящихся в городе особей наблюдаются изменения в способах охоты и спектре добычи, которые подробнее описаны в разделе «Способы охоты».
Примером населённого пустельгами города является Берлин. С конца 1980-х годов берлинская группа специалистов по пустельгам Союза охраны природы Германии изучает этих птиц в условиях городской среды.
Конечно, город представляет определённую опасность для животных. Регулярно пустельги становятся жертвами автомобилей, бьются о стёкла. Часто птенцы выпадают из гнёзд, их находят ослабленными. Ежегодно специалисты Союза спасают до 50 птиц.

## Питание и пищевое поведение

### Добыча
Пустельги, живущие на открытых пространствах, в основном питаются мелкими млекопитающими, такими как полёвки и собственно мыши. Пустельги в городах ловят также мелких певчих птиц, но большей частью домовых воробьёв. Какие именно животные будут составлять основную часть добычи, зависит от локальных условий. Исследования на острове Амрум показали, что пустельги там предпочитают охотиться на водяных крыс. В отличие от больших городов, большую часть их добычи в маленьких городках составляет обыкновенная полёвка. Кроме того, пустельги могут питаться ящерицами (большей частью в южно-европейских странах), дождевыми червями, а также насекомыми, например кузнечиками и жуками. Подобную добычу ловят гнездящиеся пустельги, если происходит спад численности мелких млекопитающих. Слётки тоже питаются поначалу насекомыми и крупными беспозвоночными, и только с приобретением опыта начинают охотиться на мелких млекопитающих.
Свободно живущая пустельга должна ежедневно съедать около 25 % от своего веса. Вскрытия погибших от несчастных случаев птиц показали, что пустельги имеют в среднем две полупереваренные мыши в желудках.

### Охота с присады, трепещущий полёт и охота на лету
Пустельга относится к тому типу хищных птиц, которые хватают добычу когтями и убивают ударом клюва в затылок.
Частично охота протекает с присады, в качестве которой сокол использует частокол, телеграфные столбы или сучья деревьев, высматривая оттуда жертву. Типичным для пустельги является трепещущий полёт. Это высокоспециализированная форма управляемого полёта, при которой сокол долгое время «стоит» в воздухе на определённом месте, совершая очень частые взмахи крыльями, весьма энергозатратна. Однако при сильном встречном ветре птица использует некоторые приёмы, позволяющие экономить энергию. В то время как голова сокола находится в зафиксированном положении, его тело в течение долей секунды скользит назад до тех пор, пока шея максимально не вытянется. Затем он снова активными ударами крыльев продвигается вперёд, пока шея максимально не согнётся. Экономия энергии по сравнению с непрерывным трепещущим полётом составляет 44 %. Кроме того, трепещущий полёт всегда совершается над такими местами, где пустельга по заметным ей следам мочи предполагает наличие большого количества добычи.
Охота на лету практикуется пустельгами только при особых условиях. Она происходит, когда городским птицам нужно застать врасплох стаю певчих птиц или когда в сельскохозяйственных угодьях обнаружена большая группа мелких птиц. Возможно, некоторые городские соколы и пустельги большей частью переключаются на охоту на птиц, чтобы выжить в городских условиях. Кроме того, как минимум несколько особей регулярно охотятся на птенцов одичавших сизых голубей.
Иногда можно наблюдать, как молодые пустельги ищут дождевых червей на свежевспаханных полях.

### Оптимизация энергозатрат — способы охоты в сравнении
Чаще всего охота с присады практикуется пустельгами зимой. В Великобритании в январе и феврале 85 % отведённого на охоту времени пустельги тратят на охоту с присады и только 15 % на трепещущий полёт. С мая по август эти способы охоты занимают почти одинаковое время. При этом, охота с присады является, как правило, продолжительным и нерезультативным способом; только 9 % нападений на жертву зимой и 20 % летом имеют успех. В трепещущем полёте, напротив, зимой пустельге удаются 16 % нападений, а летом 21 %. Решающим фактором для смены способа охоты являются тем не менее энергозатраты, которые связаны с трепещущим полётом. Летом затраты энергии на поимку одной мыши и тем и другим способом одинаково высоки. Зимой же затраты энергии на поимку мыши с присады вполовину меньше, чем при охоте в трепещущем полёте. Таким образом, меняя способы охоты, пустельга оптимизирует свои энергозатраты.

## Размножение

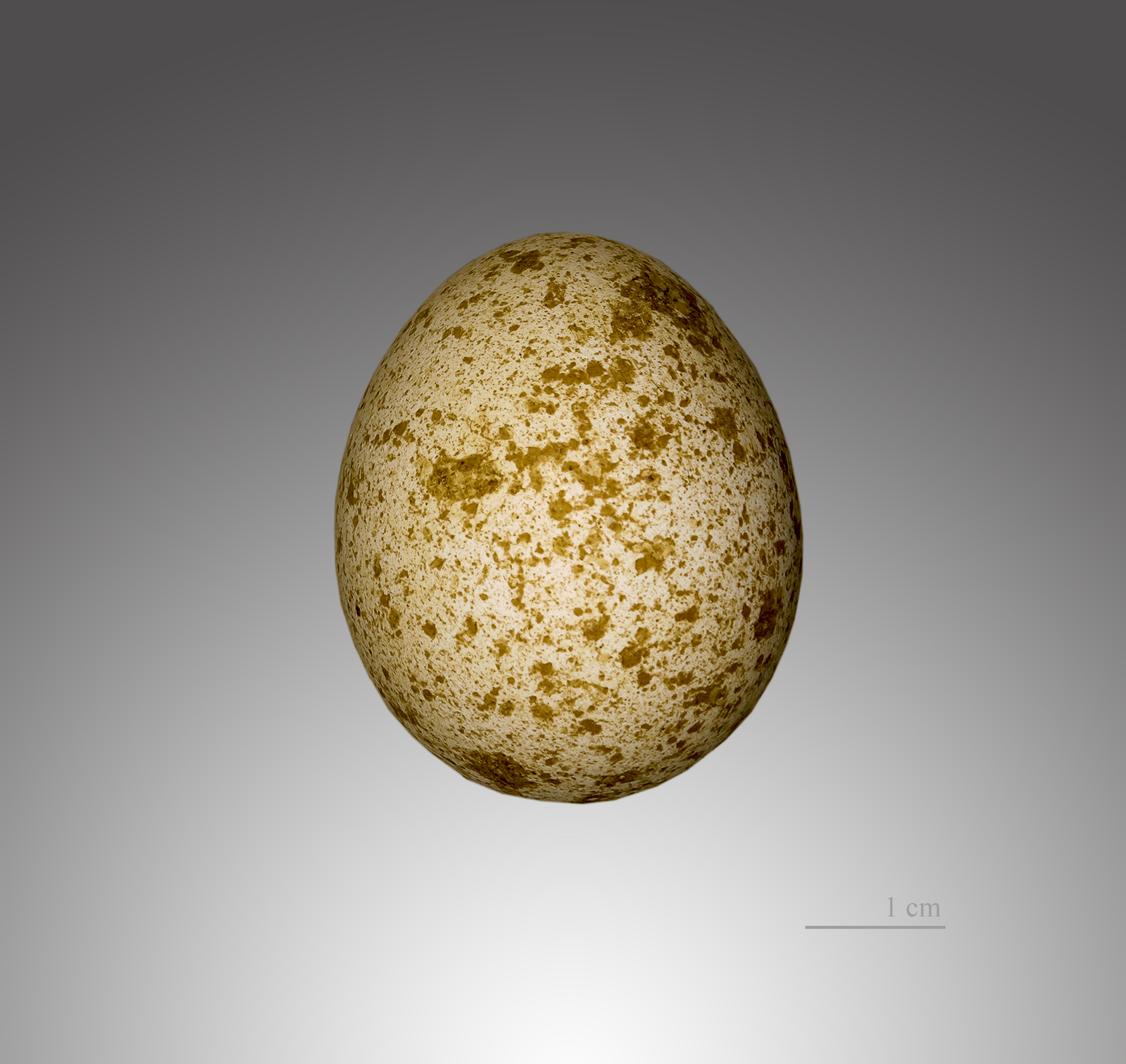
Яйцо пустельги обыкновенной Falco tinnunculus

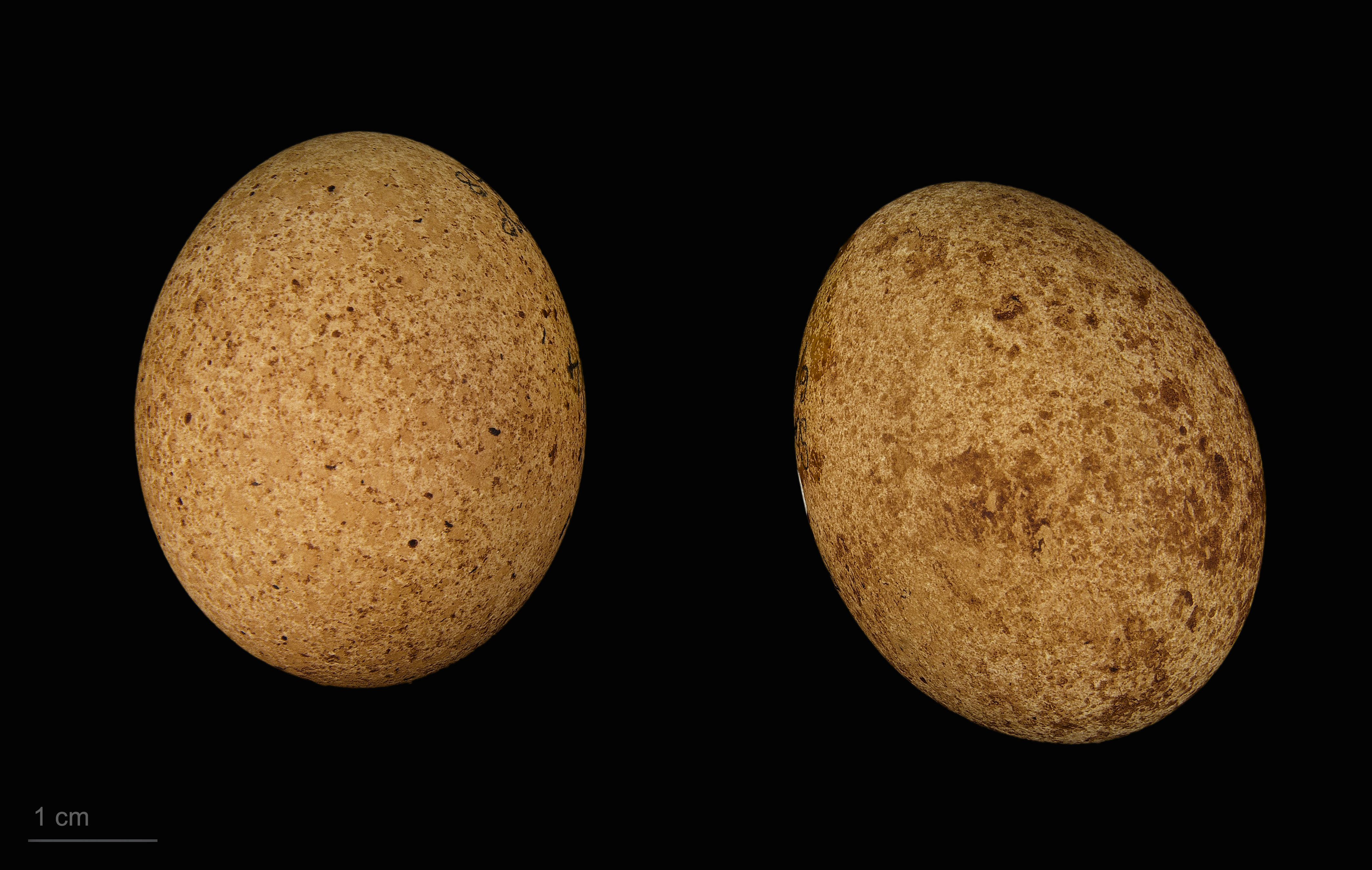
Яйцо Falco tinnunculus alexandri - Тулузский музеум

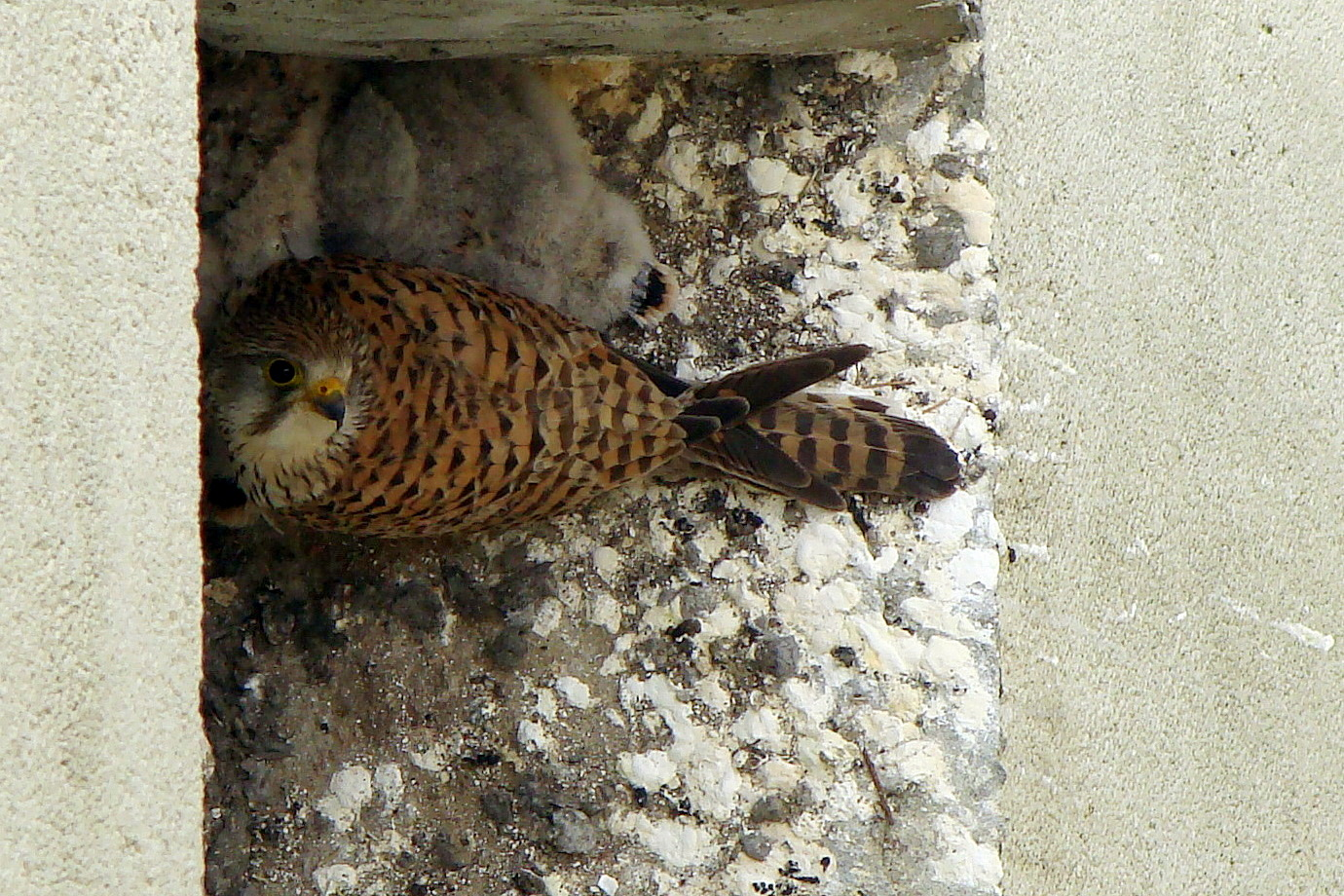
Пустельга с птенцами в гнезде на выступе высотного здания

### Брачные игры
Брачные полёты пустельг в Центральной Европе можно наблюдать с марта по апрель. Самцы делают при этом прерывистые взмахи крыльями, совершают полуоборот вокруг своей оси и затем быстро скользят вниз. Во время этих полётов, которые в основном служат для обозначения границ участка, слышны возбуждённые крики.
Приглашение к спариванию большей частью исходит от самки, которая спускается вниз недалеко от самца и издаёт звук, производный от сигнала птенца, выпрашивающего пищу. После спаривания самец летит к выбранному месту гнездования и подзывает самку звонким «цыканьем». В гнезде самец демонстрирует два типа брачного поведения, один из которых переходит в другой. С громким «цыканьем» он укладывается в лоток гнезда, будто собираясь насиживать кладку, скребёт когтями и таким образом углубляет лоток. Когда самка появляется на краю гнезда, самец снова поднимается и совершает возбуждённые прыжки вверх-вниз. Обычно при этом он предлагает самке в клюве заранее помещённую в гнездо добычу.

### Выведение птенцов
Самка откладывает от 3 до 8 яиц. Период инкубации по разным данным длится 19–25 дней. Насиживают оба родителя: самка днем, самец ночью. Пустельга имеет довольно значительное число птенцов, поэтому в период выкорма молодых истребление вредителей сельского хозяйства идет очень быстро.

## Продолжительность жизни
Возраст самых старых особей на воле, определённый по окольцовке птиц, соответствует 16 годам. Однако вероятность того, что молодые птицы переживут однолетнюю отметку, невелика и составляет всего около 50 %. Высокая смертность птиц отмечается в январе и в феврале, в этот период представители вида погибают из-за отсутствия корма.